# Artern
Artern é uma cidade da Alemanha localizada no distrito de Kyffhäuserkreis, estado da Turíngia. Artern é sede do Verwaltungsgemeinschaft de Mittelzentrum Artern, porém, não é membro. Até 2018, chamava-se Artern/Unstrut. Os antigos municípios de Heygendorf e Voigtstedt foram incorporados em janeiro de 2019.